# Rimini Project
Rimini Project is een dance-project van de Oostenrijker Alex Lindt en de Italiaanse producer Silvio Lomardoni.
Leden:
- Sarah K. (echte naam Esther Olaide Ajewole, geboren op 30 mei 1979 in Parijs uit een West-Afrikaanse vader en een Midden-Europese moeder)
- Scandinavia (echte naam Anna Louise Molander, geboren op 1 mei 1974 in Hudsikvall, Noord-Zweden)
- Sammy B. (echte naam Samuel Olaide Ajewole en broer van Sarah K., geboren op 1 december 1977 in Parijs)

## Biografie
Alex en Silvio hadden al enkele nummers geschreven voordat ze op zoek gingen naar artiesten om ze uit te voeren. Tijdens een talentenjacht maakten ze kennis met zangeres Sarah K. Het tweede lid werd Scandinavia, die ze enkele malen zagen dansen. Zij verzorgt de choreografie voor de nummers. Als zanger werd Sammy B. aangetrokken.
Sinds de zomer van 1999 werden in Italië nummers opgenomen. De eerste single was Wake up! (The la da di da song) in 2000, dat een grote hit werd in Oostenrijk. Er zijn inmiddels enkele albums en singles verschenen, die vooral in Duitstalige landen scoorden.
In 2005 breken ze ook in Nederland door met A day in the sun

## Discografie

### Singles
| Single met eventuele hitnotering(en) in de Nederlandse Top 40 | Datum van verschijnen | Datum van binnenkomst | Hoogste positie | Aantal weken | Opmerkingen             |
| ------------------------------------------------------------- | --------------------- | --------------------- | --------------- | ------------ | ----------------------- |
| Wake up! (The la da di da song)                               | 2000                  |                       |                 |              |                         |
| To be or not to be                                            | 2002                  |                       |                 |              |                         |
| A day in the sun                                              | 2005                  | 30-7-2005             | 37              | 4            | Dancesmash op Radio 538 |